# محافظ (فیلم ۱۹۸۵)
محافظ (به چینی: 威龙猛探)، یک فیلم اکشن هنگ کنگی-آمریکایی محصول ۱۹۸۵ به کارگردانی جیمز گلیکنهاوس با بازی جکی چان، دنی آیلو و روی چیائو است. این دومین تلاش جکی چان برای ورود به بازار فیلم‌های آمریکایی پس از فیلم نزاع بزرگ (۱۹۸۰) بود، فیلمی که در باکس آفیس ناامیدکننده بود. درگیری‌های بین گلیکنهاوس و چان در طول تولید منجر به دو نسخه رسمی از فیلم شد: نسخه اصلی گلیکنهاوس برای تماشاگران آمریکایی و نسخه هنگ‌کنگی که توسط جکی چان ویرایش شد. جکی چان بعدا فیلم داستان پلیس (فیلم ۱۹۸۵) را به عنوان پاسخی به این فیلم کارگردانی کرد. 